# Alex Dorado
Alejandro Dorado Rodríguez (Celanova, 15 de junio de 1985), más conocido como Álex Dorado, es un entrenador de fútbol español. Actualmente dirige el MOI Kompong Dewa F.C. de la Liga Premier de Camboya.

## Trayectoria
Empezó su carrera como entrenador, en la temporada 2002/2003, en las Escuelas Deportivas de Celanova, cuando apenas tenía 16 años. Esta primera experiencia como entrenador le sirvió para decidirse a encaminar sus estudios hacia el mundo deportivo, por lo que cursó la licenciatura de Ciencia y Actividad Física y del Deporte en la Universidad Europea de Madrid.
En la temporada 2006/2007, tras los primeros años en la universidad, continúa con su trayectoria como entrenador en la A.D. Villaviciosa de Odón. En este nuevo proyecto se encarga de la categoría alevín (en la primera temporada) y del equipo cadete (en la segunda temporada), hasta que finalmente logra tomar las riendas del equipo juvenil, al tiempo que apoya al primer equipo como entrenador asistente. En esta situación se mantiene durante cuatro temporadas, compaginando sus estudios con sus funciones como entrenador.
En junio de 2010 deja finalmente la A.D. Villaviciosa de Odón para fichar como monitor prebenjamín en la escuela de la Real Federación Española de Fútbol. En esta primera temporada compaginará su labor como entrenador en la Real Federación Española de Fútbol con la de preparador físico del Las Rozas F.C. (tercera división). En la siguiente temporada continúa como entrenador en la Real Federación Española de Fútbol pero cambia de equipo sénior, fichando por el C.D. Móstoles.
Su trabajo en estos años consigue llamar la atención de clubes de superior categoría. Así, en julio de 2012, recibe la llamada del Real Madrid C.F. para fichar como entrenador de las categorías inferiores. Comienza así una etapa de 6 años en el club blanco, en la que el entrenador español toma las riendas de diferentes equipo de la base, formando a varias generaciones de jóvenes, algunos de los cuales llegarían a ser, con el tiempo, jugadores de fútbol profesional como Pablo Barrios o Iván Fresneda. En estos años, además de los éxitos deportivos, Álex Dorado crece como entrenador formándose en una de las mejores canteras de fútbol de Europa, al tiempo que entabla contacto con jugadores y entrenadores de nivel internacional. En julio de 2018, después de seis años en las categorías inferiores del Real Madrid C.F., decide abandonar la entidad blanca, en busca de nuevos proyectos y con la idea de dar el salto al fútbol sénior.
El 15 de diciembre de 2018 firma por el F.C. Honka, de la Veikkausliiga, como entrenador asistente de Vesa Vasara. Comienza así una etapa en la que Álex Dorado deja el fútbol de formación para apostar por equipos de fútbol profesional situados a lo largo de toda la geografía mundial. En Finlandia, el entrenador español comienza la competición obteniendo buenos resultados, pero esta nueva etapa se ve interrumpida, apenas seis meses más tarde, por un nuevo proyecto al lado de un entrenador de nivel internacional: Rafa Benítez.
La llegada de Rafa Benítez al Dalian Pro, de la Superliga de China, vino acomañada de un nuevo equipo técnico del cual formó parte Álex Dorado como entrenador asistente. Este nuevo equipo técnico asumió la dirección del club chinés con la competición ya avanzada y el equipo luchando por evitar los puestos de descenso; sin embargo, los buenos resultados obtenidos en los encuentros restantes permitieron al Dalian Pro terminar la temporada 2018/2019 en la parte media de la clasificación. La siguiente temporada estuvo marcada por la pandemia de Covid-19, por lo que la Superliga de China suspendió sus partidos durante los primeros meses del año 2020. Finalmente, cuando se retomaron, el formato de la liga cambió, dividiéndose en dos grupos, y el Dalian Pro terminó en el 7.º puesto de la clasificación.
En enero de 2021, con la marcha de Rafa Benítez de China, Álex Dorado asume las riendas del Dalian Pro como entrenador principal, de manera interina, hasta la llegada de un nuevo técnico, lo cual no se produciría hasta el mes de mayo, cuando José González López firma por el club chinés.
Tras su paso por China, el 12 de enero de 2022 cruza el Atlántico y firma por el Halifax Wanderers F.C. como entrenador asistente de Stephen Hart. En la Canadian Premier League termina la temporada en el 7.º puesto de la clasificación y a final de año, ante la renuncia del entrenador principal, decide no continuar en el equipo canadiense.
El 3 de julio de 2023, Álex Dorado firma por el Black Leopards F.C. de la Primera División de Sudáfrica. En esta nueva experiencia lejos del fútbol europeo, el entrenador español asume, por primera vez, el cargo de entrenador principal de un equipo de fútbol profesional. Sin embargo, por motivos extradeportivos, en octubre de ese mismo año, club y entrenador deciden romper, de mutuo acuerdo, el contrato que los unía.
En julio de 2025, el entrenador español decide apostar de nuevo por el sudeste asiático, firmando, en este caso, como entrenador principal del MOI Kompong Dewa F.C. de la Liga Premier de Camboya.